# دوري جرينلاند لكرة القدم 1999
دوري جرينلاند لكرة القدم 1999 هو موسم من دوري جرينلاند لكرة القدم. فاز فيه Boldklubben af 1967 ‏.